# Antigua și Barbuda
Antigua și Barbuda este o țară insulară localizată în estul Mării Caraibelor la limita cu Oceanul Atlantic. Antigua și Barbuda sunt situate în mijlocul insulelor de sub vânt în estul Caraibelor, la 17 grade nord de ecuator. Antigua și Barbuda sunt două insule din arhipelagul Antilelor Mici, arhipelag care conține arhipelagul Guadeloupe la sud, Montserrat la sud-vest, Saint Kitts și Nevis la vest și Saint Barthélemy și Saint Martin la nord vest.

## Istoria

### Perioada Pre-colonială
Statul a fost stabilit pentru prima dată de indigeni din epoca arhaică numiți Ciboney. Datarea cu carbon a stabilit cele mai vechi așezări au început în jurul anului 3100 îhr.   Urmașii lor fiind oamenii saladoizi precolumbieni vorbitori de arawak, care au migrat din râul inferior Orinoco. Ei au introdus agricultura, crescând, printre alte culturi, faimosul ananas negru din Antigua, porumb, cartofi dulci, ardei iute, guava, tutun și bumbac. Mai târziu, caribii s-au stabilit pe insulă.

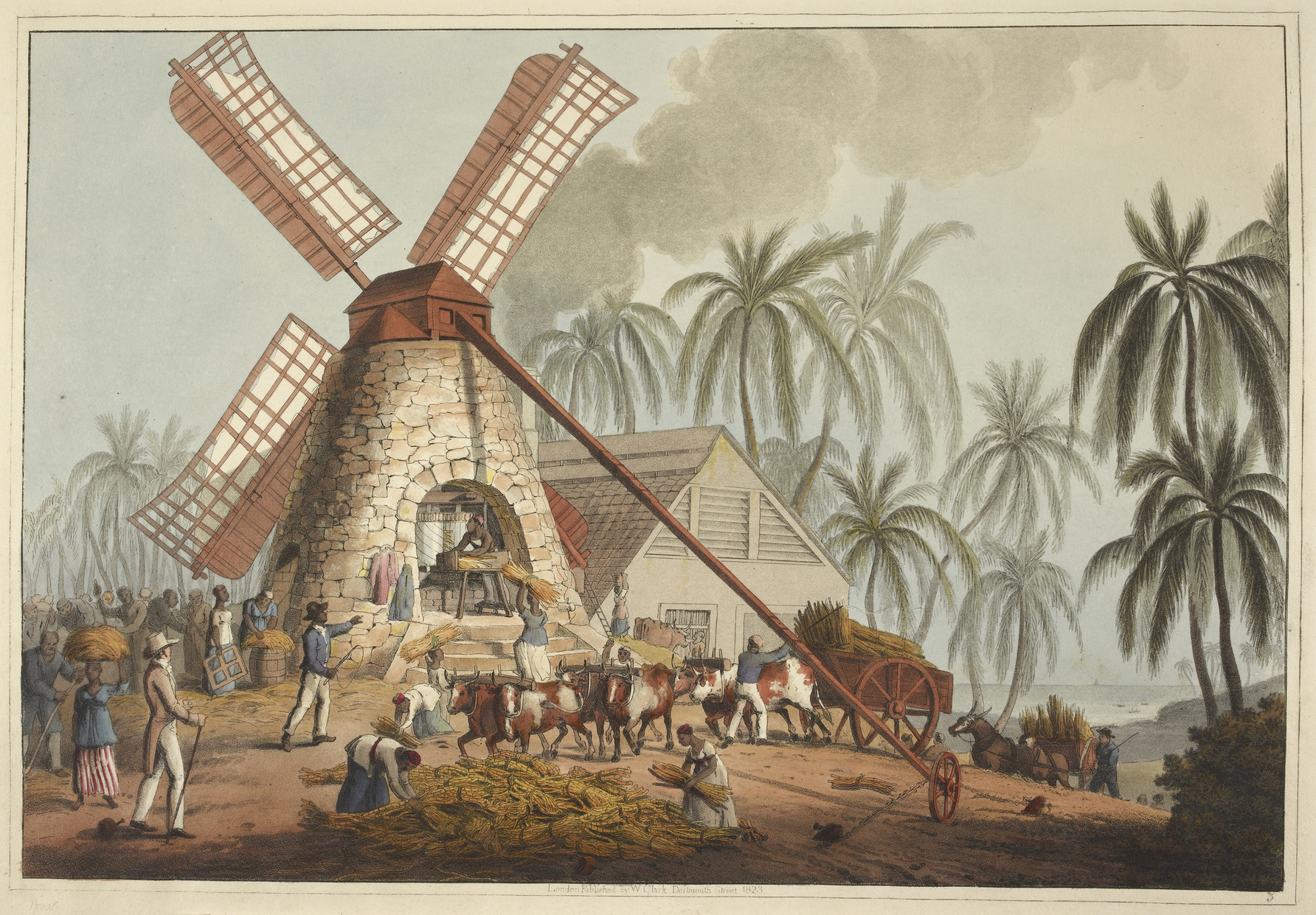
Tablou al unei mori de pe insula Antigua, (1823)

### Venirea Europenilor și sclavia
Cristofor Columb a fost primul european care a văzut insulele în 1493. Spaniolii nu au colonizat Antigua decât după ce o combinație de boli europene și africane, malnutriție și sclavie au extirpat în cele din urmă majoritatea populației native; variola a fost probabil cea mai mare amenințare către nativi.
Englezii s-au stabilit în Antigua în 1632; Christopher Codrington sa stabilit în Barbuda în 1685. A fost cultivat tutun și apoi zahăr, lucrat de o mare populație de sclavi transportați din Africa de Vest, care în curând au ajuns să depășească cu mult numărul coloniștilor europeni.

### Perioada colonizării
Englezii și-au menținut controlul asupra insulelor, respingând o tentativă de atac franceză în 1666.   Condițiile brutale îndurate de sclavi au dus la revolte în 1701 și 1729 și la o revoltă planificată în 1736, ultima condusă de prințul Klaas, deși a fost descoperită înainte de a începe și conducătorii revoltei au fost executați. Sclavia a fost abolită în Imperiul Britanic în 1833, afectând economia. Acest lucru a fost exacerbat de dezastrele naturale, cum ar fi cutremurul din 1843 și uraganul din 1847. Mineritul a avut loc pe insula Redonda, cu toate acestea, aceasta a încetat în 1929, iar insula a rămas de atunci nelocuită.
Făcând parte a coloniei Insulelor Leeward, Antigua și Barbuda a devenit parte a Federației Indiilor de Vest, de scurtă durată, din 1958 până în 1962. Antigua și Barbuda au devenit ulterior un stat asociat al Regatului Unit cu autonomie internă deplină la 27 februarie 1967. Anii 1970 au fost dominați de discuții cu privire la viitorul insulelor și rivalitatea dintre Vere Bird din Partidul Laburist din Antigua și Barbuda (ABLP) (premier din 1967 până în 1971 și 1976 până în 1981) și Mișcarea Muncii Progresist (PLM) a lui George Walter (premier 1976). În cele din urmă, Antigua și Barbuda și-a câștigat independența deplină la 1 noiembrie 1981; Vere Bird a devenit prim-ministru al noii țări. Țara a optat să rămână în Commonwealth, păstrând-o pe Elisabeta a II-a (r. 1952–2022) ca șef de stat, cu primul guvernator, Sir Wilfred Jacobs, ca guvernator general. I-au urmat lui Wilfred Jacobs James Carlisle (1993–2007), Louise Lake-Tack (2007–2014), iar prezentul din 2014 fiind Rodney Williams.

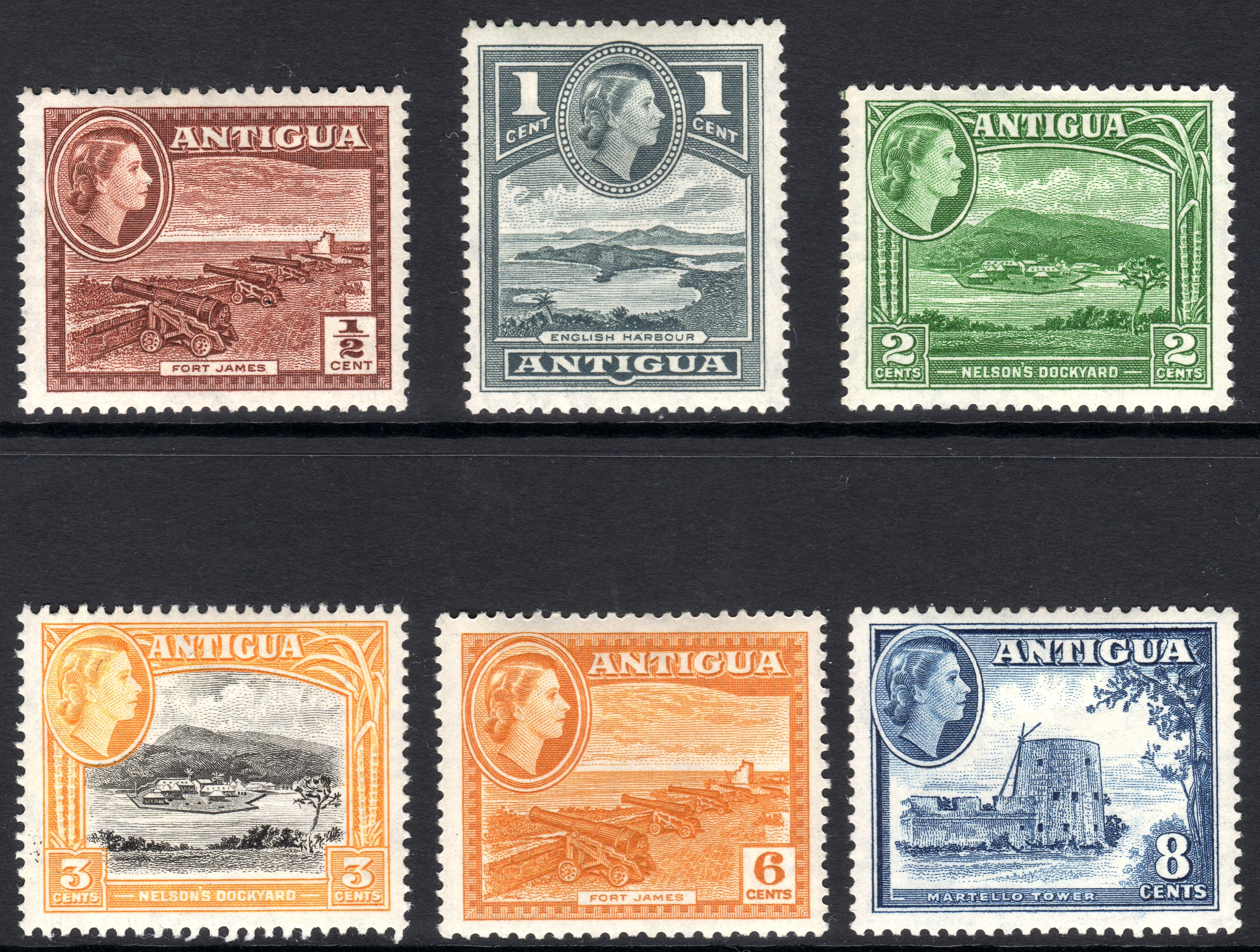
Elisabeta a II-a pe ștampile din Antigua (1953)

## Geografie

### Geologie
Relieful insulelor este alcătuit în principal din roci sedimentare, apărând și corali.În unele zone mai înalte, care sunt de obicei mai rare, se găsesc roci eruptive sau vulcanice. 

### Ape
Insulele sunt scăldate de Marea Caraibilor, ce le oferă acestora 153 km de coastă.

### Climă
Clima este tropical-maritimă, având mici variații de temperatură. Cele mai reci luni sunt ianuarie și februarie, când temperaturile sunt cuprinse, de regulă, între 22 și 27 de grade. În schimb, în lunile iulie și august temperaturile ajung la 30 de grade Celsius. 
Ca precipitații, se înregistrează în jur de 1150 de mm. Acestea denotă o climă uscată.

### Vecini
Insulele se desfășoară pe 442,6 km² (280 km² în Antigua și 161 km² în Barbuda). Ca vecini, insulele au Marea Caraibelor și nordul Oceanului Atlantic, iar la est-sud-est se afla Puerto Rico.

## Turism
Turismul reprezinta de fapt economia acestui stat. O mare parte din turiști, anume o treime, vin din SUA. Există fix 365 de plaje, adică câte una pentru fiecare zi a anului. 
Insulele conțin recifuri de corali și vase scufundate, făcând scufundările o experienta deosebită. Interesante de văzut sunt orașele Saint John's și Codrington.
Cea mai indicata perioada pentru a vizita insulele Antigua și Barbuda începe odată cu sezonul rece și uscat de la jumătatea lui decembrie până la jumătatea lui aprilie.

## Economie

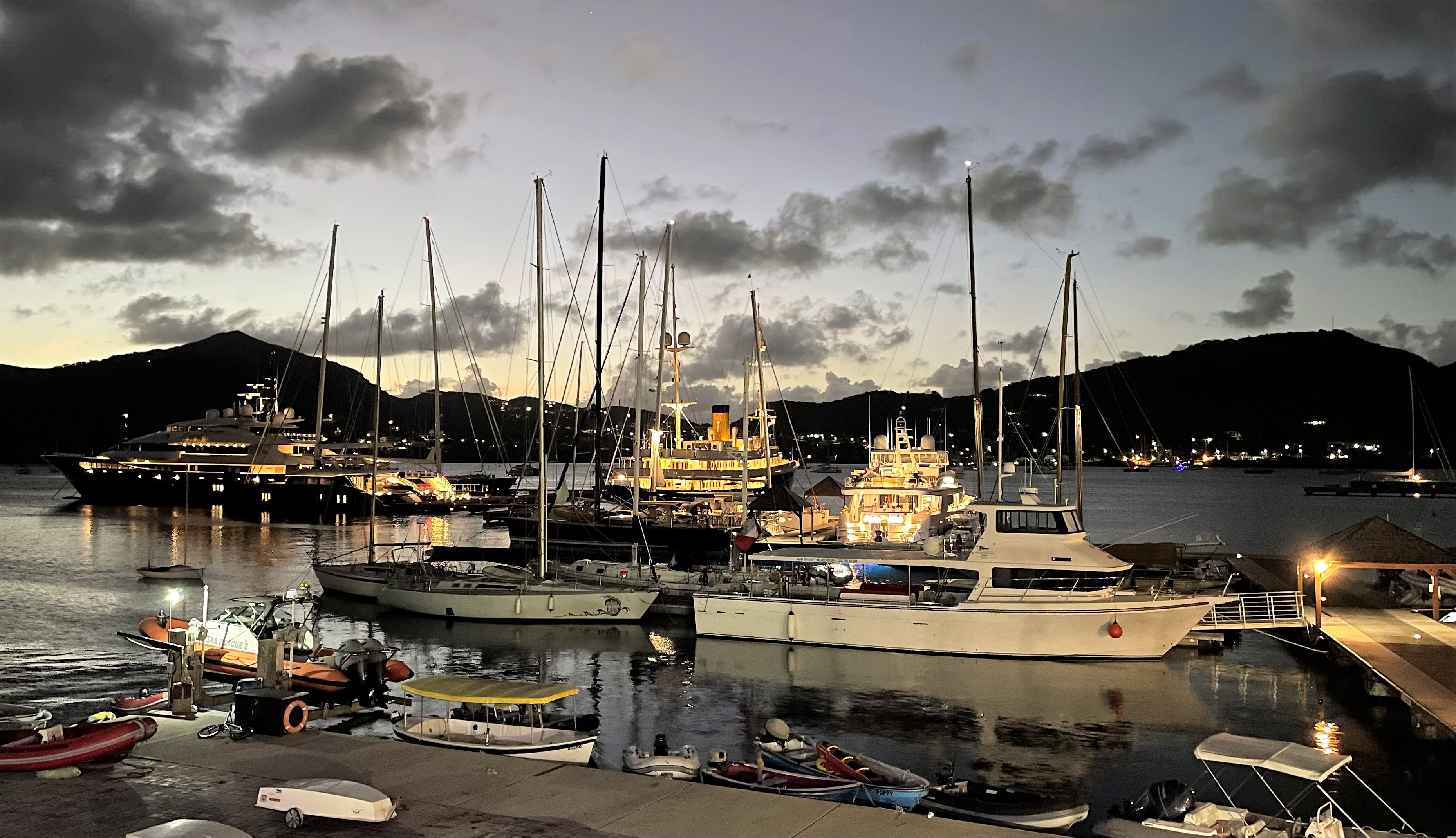
Antigua și Barbuda este o destinație turistică populară din Carabine, văzut din portul englez „Marina”

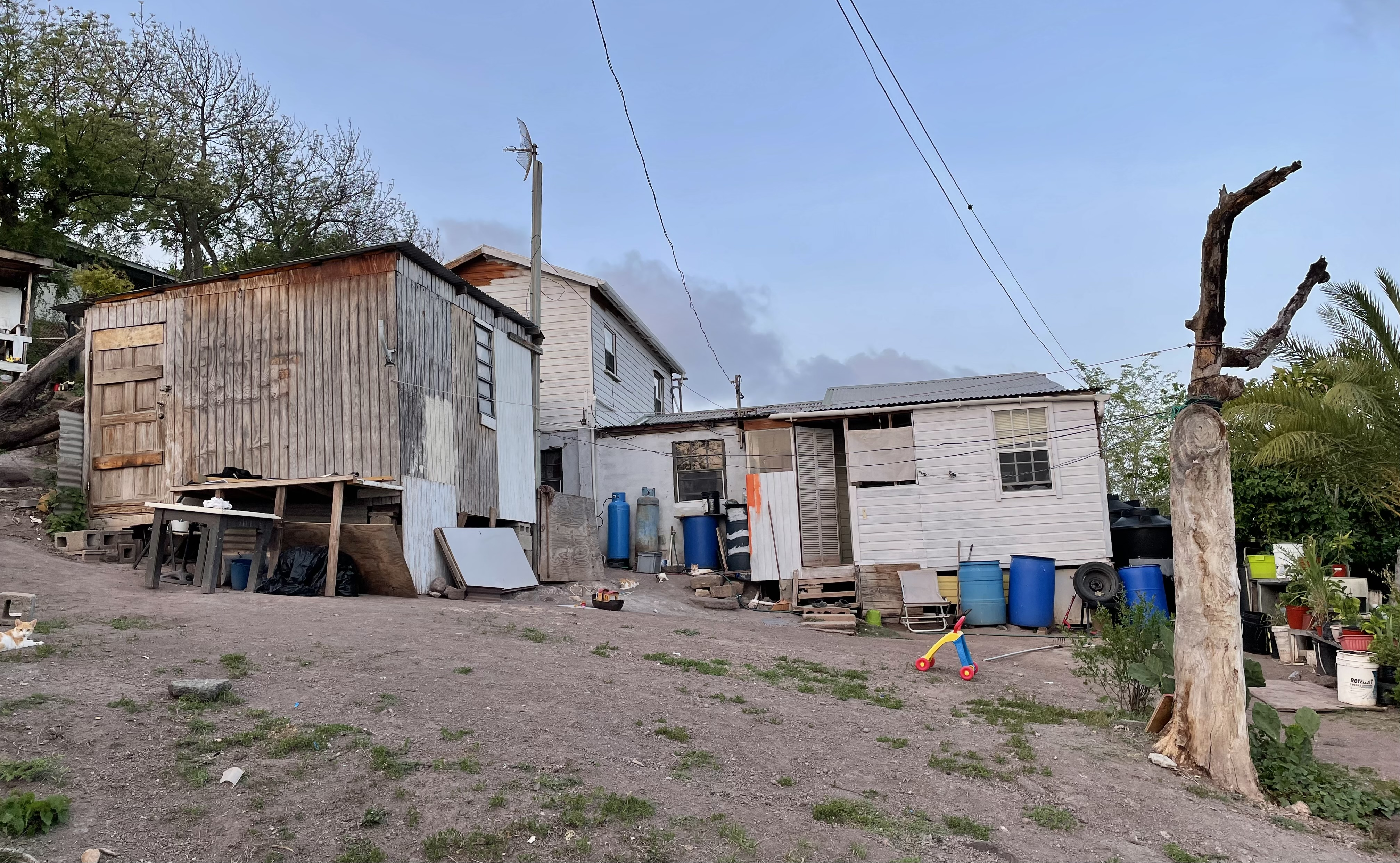
Dar, sărăcia nu este niciodată la distanță

Turismul domină economia statului, producând peste jumătate din produsul intern brut (PIB). Aici, turismul este definit de vizitatori de clase ridicate și de resorturi de cinci stele în toată țara. Dar, activități scăzute în domeniul turismului din 2000, până în prezent au lăsat guvernul într-un colț fiscal mic și a slăbit economia.

## Infrastructură
Transportul se face cu avionul sau cu vaporul. Astfel, există 3 aeroporturi și 1 port. Căile ferate lipsesc, iar șoselele se află într-un total de 1,165 km.

## Personalități
1. Marie-Elena John - scriitoare a carui roman "Unburnable" a fost premiat ca cel mai bun debut din 2006. Premiul a fost inmanat de Black Issue Book Review.
2. Giorgio Armani - detine o vila in Antigua.
3. Calvin Ayre - fondatorul firmei Bodog Entertainment Group care se ocupa cu jocurile de noroc pe internet.